# Горнє Добравиці
Горнє Добравиці (словен. Gornje Dobravice) — поселення в общині Метлика, регіон Південно-Східна Словенія, Словенія.